# Suhurlui
Suhurlui est une commune roumaine située dans le județ de Galați.